# Belmont-Tramonet
Belmont-Tramonet là một xã thuộc tỉnh Savoie trong vùng Auvergne-Rhône-Alpes ở đông nam nước Pháp.